# American Record Corporation
American Record Corporation, скорочено ARC — американська компанія по виробництву грамофонних платівок, заснована 1929 року.

## Історія
На початку 1920-х компанія Scranton Button Company, розташована в Скрентоні, Пенсільванія, перейшла з виробництва кнопок на друк фонографічних платівок. Протягом наступних років компанія придбала декілька лейблів звукозапису, серед яких Regal Records, Banner, Domino та Grey Gull. Наприкінці 1920-х років компанія зосередилася на виробництві дешевих музичних платівок, в тому числі для інших існуючих звукозаписувальних компанії, таких як Challenge, Homestead та Jewel.
1929 року компанія Scranton придбала Cameo Record Corporation, яка володіла лейблами Pathé, Perfect, Romeo та Oriole, та об'єднала із власними активами, створивши American Record Corporation. На початку 1930-х років під час розквіту продажів недорогих платівок в США, вони залишалися найбільшим виробником на ринку. 1932 року у кіностудії Warner Bros. було придбано лейбли Brunswick та Vocalion, а ще двома роками пізніше — компанію Columbia Phonograph Company. Одним з головних артистів ARC був виконавець дельта-блюзу Роберт Джонсон.
1938 року Columbia Broadcasting System викупила ARC, але перенесла виробництво на власну фабрику, позбувшись лейблів Brunswick та Vocalion. 1946 року завод по виробництву платівок, що раніше належав ARC, придбала за 2 млн доларів компанія Capitol Records, яка до цього була клієнтом корпорації.